# Sidi Fredj Halimi
Pour les articles homonymes, voir Fredj et Halimi.
Sidi Fredj Halimi, en arabe : سيدي فرج حليمي, né le 23 octobre 1876 à Constantine en Algérie, et mort dans cette ville le 25 septembre 1957, a occupé le poste de grand rabbin de Constantine pendant une soixantaine d'années au début du XXe siècle. La signification de son prénom, Fredj, en français est « consolation ». Sidi Fredj est appelé par ses proches « Baba Laaziz », c'est-à-dire « père chéri » en français.
Sidi Fredj Halimi est né le 23 octobre 1876 à Constantine, peu de temps après que tous les Juifs d'Algérie aient reçu la nationalité française à la suite du décret Crémieux de 1870. Il est décédé le 25 septembre 1957, la veille du nouvel an juif, et a été enterré dans le cimetière juif de cette ville. Sa disparition a précédé de peu l'émigration massive de pratiquement tous les Juifs algériens, en raison des évènements de l'indépendance de l'Algérie (1961-63). 
Sidi Fredj Halimi était le père spirituel des Juifs de Constantine et sa renommée s'est propagée pendant sa vie bien au-delà de cette ville[réf. nécessaire], ailleurs en Algérie, dans les pays voisins d'Afrique du Nord ainsi que dans la communauté juive de France. Il a également entretenu une correspondance avec des rabbins importants de différents pays européens.Jusqu’à présent il reste une des figures les plus vénérées du judaïsme algérien, en France comme en Israël[réf. nécessaire]. Il est chevalier de la Légion d'honneur.
Sidi Fredj Halimi avait pour bras droit le grand rabbin Rabbie Sion Chekroun.

## Biographie
Fredj Halimi est le fils du rabbin Sidi Abraham Halimi (appelé par ses proches Sidi Baha) et de Bendkia Zerbib, appelée par ses proches Ma Bendkia, fille du rabbin Khalfa Zerbib. Par son père, Sidi Fredj est issu d'une prestigieuse lignée de rabbins[réf. nécessaire], incluant son grand-père Sidi Benyamin Halimi et son arrière grand-père Rabbi Khalfalah Halimi. Du côté maternel également, il est issu d'une prestigieuse lignée de rabbins, qui remonte au rabbin Messa'oud Zerbib (appelé aussi El Hassid et auteur du livre Zerah Haemeth) du  
XVIIIe siècle. 
Les parents de Sidi Fredj sont pauvres et la situation s'aggrave à la mort d'Abraham Halimi, alors que Sidi Fredj a 13 ans. Adolescent il étudie à la yechiva les matières juives de manière approfondie : la Torah, les deux Talmuds, la Halakha et l'Aggada. Il doit dans le même temps travailler pour subvenir aux besoins de sa famille : sa mère, son frère, Sidi raï, et ses sœurs, Clara et Esther. En quelques années, il acquiert un important savoir en judaïsme et se fait remarquer des chefs de la communauté[réf. nécessaire]. Il est successivement nommé dayan (simple juge) à l'âge de 18 ans, roch beth din (président du tribunal rabbinique) à l'âge de 21 ans et devient grand rabbin de Constantine à l'âge de 24 ans.

## Sa personnalité et son œuvre
Ce rabbin était d'un dévouement sans borne pour sa communauté. Il avait de bonnes relations avec tous les Juifs de la communauté sans distinction, quelles que soient leur pratique religieuse ou leurs opinions politiques. Il a réussi par son influence à préserver l'unité de la communauté, cela à une époque de profonds bouleversements sociaux et culturels, liés à la « francisation » des Juifs d'Algérie. Il a aussi œuvré sans relâche pour améliorer le sort des plus démunis, et était le président de nombreuses associations agissant pour le bien de la communauté, comme celles de charité, du Talmud Torah, etc. Le poste de grand-rabbin de Tunisie lui fut proposé pendant la guerre d'Algérie. Il refusa en disant qu'un rabbin se devait de bien connaître sa communauté et cela dès son plus jeune âge, donc par attachement à sa propre communauté. D'après ceux qui l'ont connu, il est approprié de résumer sa personnalité de cette manière : son érudition et sa sagesse n'avaient d'égal que son dévouement et son humilité.

## Sa famille
Sidi Fredj s'est marié avec Téfakha Bitoun (appelée par ses proches « Ma Téfakha ») et a eu neuf enfants, huit filles (Turkia, Myriam, Pauline, Blanche, Julie, Georgette, Julie et Suzanne) et un fils aîné, Abner Chalom. Sa fille Myriam, divorcée quelques années seulement après son mariage, est morte jeune, laissant son fils Gilbert Mordekhaï Achour sans parents à l'âge de 9 ans. Alors les grands-parents l'adoptèrent et l'ont élevé comme un de leurs propres enfants. Tous ses enfants sont partis d'Algérie au début des années 1960 à la suite de l'indépendance de l'Algérie, s'installant pour la plupart dans les régions de Paris et Marseille. Certains de ses descendants ont émigré par la suite en Israël.

## Œuvre
- Lo Amuth Ké'échyé - Commentaires sur la Haggada de Pâque.
- Oroth Hachayim - Commentaires, sermons et aggadoth sur la Torah.
- Yépher Anavim - Kountrassim - Recueil de sermons et commentaires, en collaboration avec Rabbi Itschak Toubiana, Rabbi Réphaël Toubiana et son père Sidi Abraham Halimi.